# On Stage: February 1970
On Stage – album koncertowy Elvisa Presleya, wydany w czerwcu 1970 roku.

## Lista utworów

### Strona pierwsza
1. "See See Rider" (Traditional)
2. "Release Me" (Eddie Miller/Dub Williams/Robert Yount)
3. "Sweet Caroline" (Neil Diamond)
4. "Runaway" (Del Shannon/Max Crook)
5. "The Wonder of You" (Baker Knight)

### Strona druga
1. "Poke Salad Annie" (Tony Joe White)
2. "Yesterday" (John Lennon and Paul McCartney)
3. "Proud Mary" (John Fogerty)
4. "Walk A Mile In My Shoes" (Joe South)
5. "Let It Be Me (Je t'appartiens)" (Gilbert Bécaud/Mann Curtis/Pierre Delanoë)